# Brasil nos Jogos Olímpicos de Verão da Juventude de 2018
Brasil participou dos Jogos Olímpicos de Verão da Juventude de 2018, realizados em Buenos Aires, na Argentina.
A equipe brasileira foi composta por 79 atletas que competiram em 24 modalidades, totalizando 121 membros.

## Medalhistas
Estes foram os medalhistas desta edição:
| Medalha | Nome | Esporte   | Evento                             | Data          |
| ------- | --- | --------- | ---------------------------------- | ------------- |
| Ouro    | Keno Machado | Boxe      | Peso médio masculino               | 17 de outubro |
| Ouro    | Breno Rosa Caio Valle Françoar Rodrigues Guilherme Sanches João Victor Sena Mateus Barbosa da Silva Matheus Batista Wesley de França Vitor Henrique da Silva Yuri Gavião | Futsal    | Masculino                          | 18 de outubro |
| Prata   | Ana Vieira André de Souza Lucas Peixoto Rafaela Raurich | Natação   | Revezamento 4x100m livre misto     | 7 de outubro  |
| Prata   | André de Souza Lucas Peixoto Murilo Sartori Vitor de Souza | Natação   | Revezamento 4x100m livre masculino | 9 de outubro  |
| Prata   | Ana Vieira Fernanda de Goeij Maria Pessanha Rafaela Raurich | Natação   | Revezamento 4x100m livre feminino  | 11 de outubro |
| Prata   | Diogo Soares | Ginástica | Barra fixa masculino               | 15 de outubro |
| Bronze  | Eduarda Rosa | Judô      | Até 78kg feminino                  | 9 de outubro  |
| Bronze  | Sandy Macedo | Taekwondo | Até 55 kg feminino                 | 9 de outubro  |
| Bronze  | João dos Santos | Judô      | Equipes mistas                     | 10 de outubro |
| Bronze  | Diogo Soares | Ginástica | Individual geral masculino         | 11 de outubro |
| Bronze  | Gilbert Klier | Tênis     | Simples masculino                  | 12 de outubro |
| Bronze  | Jaqueline Lima | Badminton | Equipes mistas                     | 12 de outubro |
| Bronze  | Lucas Vilar | Atletismo | 200m masculino                     | 16 de outubro |
| Bronze  | Letícia Lima | Atletismo | 200m feminino                      | 16 de outubro |
| Bronze  | Luiz Gabriel Chalot de Oliveira | Boxe      | Peso mosca masculino               | 17 de outubro |

## Desempenho
Legenda
| Recorde mundial      | Recorde mundial (World record)               |                       | Recorde africano                      | Recorde africano (African) |                                           | Q | Classificado por posição (Qualified) |
| Recorde olímpico     | Recorde olímpico (Olympic record)            | Recorde da América    | Recorde da América (Americas)         | q                          | Classificado por melhor tempo (Qualified) |   |                                      |
| Melhor marca do ano  | Melhor marca do ano (World leading)          | Recorde asiático      | Recorde asiático (Asian)              | DNS                        | Não largou (Did not start)                |   |                                      |
| Recorde nacional     | Recorde nacional (National record)           | Recorde europeu       | Recorde europeu (European)            | DNF                        | Não terminou (Did not finish)             |   |                                      |
| Recorde pessoal      | Recorde pessoal do atleta (Personal best)    | Recorde da Oceania    | Recorde da Oceania (Oceania)          | DSQ / DQ                   | Desclassificado (Disqualified)            |   |                                      |
| Recorde da temporada | Recorde da temporada do atleta (Season best) | Recorde sul-americano | Recorde sul-americano (South America) | NM                         | Sem marca (No mark)                       |   |                                      |